# 多国間条約
多国間条約（英：multilateral treaty）は、3か国以上の主権国家が当事国となる条約である。多数国間条約とも呼ばれる。
多国間条約の各当事国は、留保を宣言した場合を除き、他の全ての当事国に対し同じ義務を負う。
多国間条約の例としては、難民の地位に関する条約、海洋法に関する国際連合条約、ジュネーブ条約、国際刑事裁判所ローマ規程等がある。

## 二国間条約との関係
二国間条約とは2か国間の条約である。二国間条約は、当事国の継承国が新たに追加されるとき（たとえば、チェコスロバキアが締結していた二国間条約について、分離後のチェコ及びスロバキアが当事国になる場合）や、新たな国家がその条約を締結して当事国となるときに多国間条約となる場合がある。前者については、国際法として条約に関する国家承継に関するウィーン条約が存在する。

## 複数国間条約
複数国間条約（英：plurilateral treaty）は、特殊な形の多国間条約である。複数国間条約は条約の目的において特定の利害関係をもった、限られた国々の間での条約である。複数国間条約とその他の多国間条約との第一の違いは、複数国間条約のもとでは留保の有効性はより制限されるということである。複数国間条約の制限された性質のため、条約の目的を満たすためには条約の当事国の全面協力が必要とされる。その結果、複数国間条約に対する留保は、条約の全当事国の同意無しでは許可されない。この原則は以下の条約法に関するウィーン条約第20条(2)において国際法として成文化されている。
複数国間条約の一例は、1959年12月1日に署名された南極条約である。
世界貿易機関（WTO）の世界貿易機関を設立するマラケシュ協定（WTO設立協定）を構成する条約のうち、附属書4に含まれる民間航空機貿易に関する協定や政府調達に関する協定等の協定は、一括受諾の対象にはなっておらず、各条約を締約した国のみに効力を有する（他の付属書の条約は一括受諾の対象となっており、すべてのWTO加盟国（WTO設立協定の締約国）に対して効力を有する）。これらの条約はWTO設立協定内では複数国間貿易協定（plurilateral trade agreements）と呼ばれており、一般には、複数国間条約、複数国間協定、プルリ協定（英：plurilateral agreement）と呼ばれることがある。